# 여주인님은 초등학생!
《여주인님은 초등학생!》(일본어: 若おかみは小学生! 와가오가미와쇼가구세이![*])는 레이죠 히로코의 아동문학 시리즈. 고단샤의 푸른섬 문고에서 발행. 이후, 나가요시에서 만화판으로 게재. TV 애니메이션 시리즈는 TV 도쿄 계열에서 종료되었다.

## 방송 일시
| 방송 채널 | 방송일                    | 방송 시간 |
| --------- | ------------------------- | --------- |
| TV 도쿄   | 2018년 4월 8일 ~ 9월 23일 | 종료      |

## 줄거리
초등학교 6학년의 건강한 여자아이 세키 오리코는 갑자기 교통 사고로 부모를 여의고 할머니인 미네코가 영위하는 여관 봄의 집에 살게 된다. 그러나 거기에는 유령의 우리 도령이 살고 있었다. 이 우리 아기 때문에 뜻밖에 만나기는 봄의 집 여관의 젊은 여주인으로서 수행하게 된다.
처음에는 마음에 없는 수련이었지만 미네코의 도움을 주겠다는 마음이나, 다양한 고객과 접촉함에 따르는 젊은 안주인으로서의 자각을 갖게 된 하나는 점차 봄의 집을 크게 한다는 꿈을 갖게 된다.이 이야기는 하나가 다양한 경험을 거치고 젊은 여주인으로서 크게 성장하는 모습을 그린다.

### 등장 인물
- 관직자(괄호)개
- 우리 아기(이타치 마코토)
- 아키노 진월
- 세키 미네코(할머니)
- 타지마 에츠코
- 미노다 하야 강지개(강 씨)
- 방울 귀

### 목소리 출연
- 코바야시 세이란 - 관직자(괄호)개
- 마츠다 삽수 - 우리 아기(이타치 마코토)
- 미즈키 나나 - 아키노 진월
- 세키 미네코(할머니) - 메이 치루우 사이 슈은스이
- 타지마 에츠코 - 이 치루우 사이 테이 유우
- 테라 소마 마사키 - 미노다 하야 강지개(강 씨)
- 코자쿠라 에츠코 - 방울 귀

### OST
- 너의 스테이지에 - 미즈타니 카호

### 제작진
- 원작 레죠오 히로코 아사미(그림)
- 나카지마 음몽, 호리카와 요시노리 - 색채 설계
- 키무라 미카 후미코 - 편집
- 와타나베 아리마사 - 촬영 감독
- DLE - 음악 제작
- WARNER MUSIC JAPAN - OST 제작
- 니노미야 성사 야바나 - 녹음
- 아오이 스튜디오 - 녹음 스튜디오 제작

### 영화
- 옷코는 초등학생 사장님!은 2018년 9월 21일에 개봉했다.